# Église du Corpus Domini de Rome
Pour les articles homonymes, voir Église du Corpus Domini.
L’église du Corpus Domini (en italien : Chiesa del Corpus Domini) est une église de Rome, située dans le quartier Nomentano, sur la via Nomentana.
Elle a été construite par l'architecte Victor Gay entre 1888 et 1893 dans un style néo-gothique. La façade est en brique, avec trois grandes fenêtres, et un campanile attenant à l'entrée. L'intérieur a trois nefs, avec un plafond voûté, et les fresques du chœur sont de Virginio Monti (it).
Dans l'église se trouve la maison des religieuses de l'Eucharistie, qui officient dans le rite catholique oriental.
L'église est un lieu dépendant de la paroisse de San Giuseppe via Nomentana.